# Velika Horvatska
Velika Horvatska est un village de la municipalité de Desinić (comitat de Krapina-Zagorje) en Croatie. Au recensement de 2011, le village comptait 271 habitants.